# Глудана

Племена стародавньої Германії

Глудана (або Деа Глудана) — германська богиня, яка засвідчена в п'яти стародавніх латинських написах із Рейнської області та Фризії, усі датовані 197—235 роками нашої ери.
Виходячи з поширеності *hlud- як елемента імен франкських воєначальників,вважається богинею, пов’язаною з початковим формуванням франків, яка спочатку мала бути таємною організацією офіцерів у франкських допоміжних військах римської прикордонної варти; звідси таємниця, що огортає формування франків. Етимологічно це слово означає «слава», що відповідає значенню «сміливий» для франків. Франки вперше з'являються як повстанці в римській армії. Згодом вони стали її значною частиною.
Три з цих написів походять з нижньої течії Рейну (Corpus Inscriptionum Latinarum 13, 8611; Corpus Inscriptionum Latinarum 13, 8723; Corpus Inscriptionum Latinarum 13, 8661), одна з Мюнстерайфеля (Corpus Inscriptionum Latinarum 13, 7944) і один з Бітгюма, Фризія (Corpus Inscriptionum Latinarum 13, 8830). Ім'я богині з'являється як Hluθena на написі в Іверсгаймі з Мюнстерайфеля та як Hlucena на написі з Монтерберга в нижньому Рейні. Назва скорочена в написі з Неймегена на нижній течії Рейну ([H]lud.); вона з'являється як Hludana в написах з Ксантена (нижній Рейн) і Бетгума. Напис Бітгюма, присвячений групі рибалок спочатку супроводжував різьблене зображення сидячої богині, тепер можна побачити лише нижню частину. Етимологічно назва Hludana тісно пов’язана зі старогрецькими κλυδων і κλυδωνα (kludoon(a) «високі хвилі, бурхлива вода») і давньогрецьким Євроклідан, що означає сильний північно-східний вітер. Лінгвіст Вальтер Кун припустив, що воно могло походити від подружжя Посейдона Клейто, як згадується в діалогах Платона. Ім'я Посейдона етимологічно пов'язане з фризько-скандинавським богом Форсеті.
Немає доведеного зв'язку між Глуданою та Голдою. Якоб Грімм у «Німецькій міфології» припустив, що Глудану слід ототожнювати з норвезькою богинею землі Глодин.

## Веб-посилання
Записи в проекті FERCAN: «Кельтські імена богів у написах римської провінції Нижня Германія»